# Choi Hyun-wook
Choi Hyun-wook (en hangul, 최현옥; 30 de enero de 2002) es un actor surcoreano. Es conocido sobre todo por sus papeles en las series Veinticinco, veintiuno, Un héroe débil y My Dearest Nemesis.

## Biografía
Estudió en la escuela secundaria Hanlim Multi Arts School (한림연예예술고등학교) en Corea del Sur de donde se graduó en 2021.
El 3 de marzo de 2022, su agencia Gold Medalist Entertainment anunció que había dado positivo para COVID-19, por lo que se encontraba tomando las medidas necesarias de acuerdo a las pautas establecidas por las autoridades de salud.

## Carrera
Es miembro de la agencia "Gold Medalist" (골드메달리스트).
El 26 de agosto del 2019 se unió al elenco principal de la serie web Real:Time:Love, donde interpretó a Moon Ye-chan, el mejor amigo de Hong Yeon (Park Shi-young), a quien conoce hace más de 10 años y a quien protege de quienes quieren lastimarla, hasta el final de la temporada el 27 de septiembre del mismo año.
El 24 de enero del 2020 se unió al elenco principal de la serie web Real:Time:Love 2, donde volvió a dar vida a Moon Ye-chan, el vio de Hong Yeon (Park Shi-young), hasta el final de la temporada el 14 de marzo del mismo año.
El 25 de junio del mismo año se unió al elenco recurrente de la serie web Pop Out Boy!, donde interpretó a Noh Ye-joon, uno de los amigos de Han Sun-nyeo (Kim Do-yeon).
El 14 de agosto del mismo año se unió al elenco principal de la tercera temporada de "Real:Time:Love": Real:Time:Love 3 donde nuevamente dio vida a Ye-chan, hasta el final de la serie web el 2 de octubre del mismo año.
Papel que volvió a interpretar del 20 de noviembre del mismo año hasta el 8 de enero de 2021 durante la cuarta temporada de "Real:Time:Love": Real:Time:Love 4.
El 31 de mayo de 2021 se unió al elenco principal de la serie Racket Boys, donde dio vida a Na Woo-chan, un joven estudiante que entra al equipo de bádminton, hasta el final de la serie el 9 de agosto del mismo año.
En febrero de 2022 se unió al elenco de la serie Veinticinco, veintiuno, donde interpretó a Moon Ji-woong, un joven único con su propio sentido de la moda y una estrella de las redes sociales que aspira a convertirse en "Today’s Member" (un usuario destacado) en Cyworld, la principal red social de Corea de principios de la década de 2000.
En abril del mismo año se confirmó que se uniría al elenco de la serie Un héroe débil, donde da vida a Ahn Su-ho, un joven con alma honesta y libre, quien no está muy interesado en la escuela y que poco a poco comienza a desarrollar una amistad con Yeon Si-eun y Oh Beom-seok.

## Filmografía

### Series de televisión
| Año     | Título                 | Personaje                     | Notas                                  | Ref.          |
| ------- | ---------------------- | ----------------------------- | -------------------------------------- | ------------- |
| 2019-20 | Real: Time: Love       | Moon Ye-chan                  | Serie web, temporadas 1-4              |               |
| 2020    | Pop Out Boy!           | Noh Ye-joon                   | Serie web                              |               |
| 2021    | Model Taxi             | Park Seung-tae                | Invitado, ep. 3-4                      |               |
| 2021    | Racket Boys            | Na Woo-chan                   |                                        |               |
| 2021    | Jirisan                | Im Cheol-kyung de adolescente | Invitado, ep. 6                        |               |
| 2022    | Veinticinco, veintiuno | Moon Ji-woong                 |                                        | [ 19 ] [ 20 ] |
| 2022    | Un héroe débil         | Ahn Su-ho                     | Serie web, temporada 1                 | [ 21 ] [ 22 ] |
| 2023    | Twinkling Watermelon   | Ha Yi-chan                    |                                        | [ 23 ] [ 24 ] |
| 2023    | D.P.                   |                               | Serie web, temporada 2                 |               |
| 2025    | My Dearest Nemesis     | Ban Joo-yeon                  |                                        | [ 25 ] [ 26 ] |
| 2025    | Un héroe débil         | Ahn Su-ho                     | Serie web, temp. 2, aparición especial |               |

### Aparición en vídeos musicales
| Año  | Canción      | Artista  |
| ---- | ------------ | -------- |
| 2022 | "Ditto"      | NewJeans |
| 2024 | "My Beloved" | LeeHi    |

## Premios y nominaciones
| Año  | Premio                    | Categoría              | Trabajo                | Resultado | Ref.          |
| ---- | ------------------------- | ---------------------- | ---------------------- | --------- | ------------- |
| 2021 | 2021 SBS Drama Awards     | Mejor actor revelación | Racket Boys            | Ganador   | [ 27 ]        |
| 2021 | 2021 SBS Drama Awards     | Mejor actor revelación | Model Taxi             | Ganador   | [ 27 ]        |
| 2022 | 58th Baeksang Arts Awards | Mejor actor revelación | Veinticinco, veintiuno | Nominado  | [ 28 ]        |
| 2022 | 8th APAN Star Awards      | Mejor actor revelación | Veinticinco, veintiuno | Nominado  | [ 29 ] [ 30 ] |
| 2022 | Asia Contents Awards      | Mejor actor revelación | Veinticinco, veintiuno | Nominado  | [ 31 ] [ 32 ] |